# Maintenance des raisons
La maintenance des raisons, est une approche de représentation des connaissances pour la gestion efficace des informations inférées qui sont explicitement stockées. La maintenance des raisons distingue les faits de base, qui peuvent être révisables, et les faits dérivés. En cela, elle diffère de la révision des croyances qui, dans sa forme de base, suppose que tous les faits sont d'égale importance. La maintenance des raisons est initialement développée comme une technique pour implémenter des solveurs de problèmes. Elle englobe une variété de techniques qui partagent une architecture commune : deux composants — un raisonneur et un système de maintenance des raisons — communiquent entre eux via une interface. Le raisonneur utilise le système de maintenance des raisons pour enregistrer ses inférences et les justifications (« raisons ») des inférences. Le raisonneur informe également le système de maintenance des raisons des faits de base (hypothèses) actuellement valides. Le système de maintenance des raisons utilise ces informations pour calculer la valeur de vérité des faits dérivés stockés et pour restaurer la cohérence si une incohérence est dérivée.

## Système de maintenance de la vérité
Un système de maintenance de la vérité, ou SMV (TMS en anglais), est une méthode de représentation des connaissances pour représenter à la fois les croyances et leurs dépendances, ainsi qu'un algorithme appelé « algorithme de maintenance de la vérité » qui manipule et maintient ces dépendances. Le nom maintenance de la vérité provient de la capacité de ces systèmes à restaurer la cohérence.
Un système de maintenance de la vérité maintient la cohérence entre les anciennes connaissances crues et les connaissances actuellement crues dans la base de connaissances (BC) par révision. Si les énoncés actuellement crus contredisent les connaissances dans la BC, alors la BC est mise à jour avec les nouvelles connaissances. Il peut arriver que les mêmes données soient à nouveau crues, et que les connaissances précédentes soient requises dans la BC. Si les données précédentes ne sont pas présentes, elles peuvent être requises pour de nouvelles inférences. Mais si les connaissances précédentes étaient dans la BC, alors aucune recherche des mêmes connaissances n'est nécessaire. L'utilisation d'un SMV évite une telle recherche ; il garde une trace des données contradictoires à l'aide d'un enregistrement de dépendance. Cet enregistrement reflète les rétractations et les ajouts qui rendent le moteur d'inférence (MI) conscient de son ensemble de croyances actuel.
Chaque énoncé ayant au moins une justification valide fait partie de l'ensemble des croyances actuelles. Lorsqu'une contradiction est trouvée, le ou les énoncés responsables de la contradiction sont identifiés et les enregistrements sont mis à jour de manière appropriée. Ce processus est appelé backtracking dirigé par les dépendances.
L'algorithme du SMV maintient les enregistrements sous la forme d'un réseau de dépendances. Chaque nœud du réseau est une entrée dans la BC (une prémisse, un antécédent, ou une règle d'inférence, etc.). Chaque arc du réseau représente les étapes d'inférence par lesquelles le nœud a été dérivé.
Une prémisse est une croyance fondamentale supposée vraie. Elles n'ont pas besoin de justifications. L'ensemble des prémisses constitue la base à partir de laquelle les justifications de tous les autres nœuds seront dérivées.
Il existe deux types de justification pour un nœud :
1. Liste de support [SL]
2. Preuve conditionnelle (CP)

De nombreux types de systèmes de maintenance de la vérité existent. Deux types principaux sont les systèmes de maintenance de la vérité à contexte unique et à contextes multiples. Dans les systèmes à contexte unique, la cohérence est maintenue entre tous les faits en mémoire (BC) et se rapporte à la notion de cohérence trouvée en logique classique. Les systèmes à contextes multiples supportent la paracohérence en permettant à la cohérence d'être pertinente pour un sous-ensemble de faits en mémoire, un contexte, selon l'historique de l'inférence logique. Ceci est réalisé en étiquetant chaque fait ou déduction avec son historique logique. Les systèmes de maintenance de la vérité multi-agents effectuent la maintenance de la vérité sur plusieurs mémoires, souvent situées sur des machines différentes. Le système de maintenance de la vérité basé sur les hypothèses (ATMS, 1986) de de Kleer est utilisé dans des systèmes basés sur KEE sur la machine Lisp. Le premier SMV multi-agents est créé par Mason et Johnson. C'était un système à contextes multiples. Bridgeland et Huhns créent le premier système multi-agents à contexte unique.

## Autres références
- Bridgeland, D. M. & Huhns, M. N.,  Distributed Truth Maintenance. Proceedings of. AAAI–90: Eighth National Conference on Artificial Intelligence, 1990.
- J. de Kleer, An assumption-based TMS, vol. 28, 1986, 127–162 p.
- J. Doyle, « A Truth Maintenance System », AI, vol. 12, no 3,‎ 1979, p. 251–272
- U. Junker et K. Konolige, Computing the extensions of autoepistemic and default logics with a truth maintenance system, MIT Press, 1990, 278–283 p., « Proceedings of the Eighth National Conference on Artificial Intelligence (AAAI'90) »
- C. Mason et R. Johnson, DATMS: A Framework for Assumption Based Reasoning, vol. 2, Morgan Kaufmann Publishers, 1989
- D. A. McAllester, A three valued maintenance system, Massachusetts Institute of Technology, Artificial Intelligence Laboratory, coll. « AI Memo 473 », 1978
- G. M. Provan, A complexity analysis of assumption-based truth maintenance systems, New York, Ellis Horwood, 1988, 98–113 p., « Reason Maintenance Systems and their Applications »
- G. M. Provan, The computational complexity of multiple-context truth maintenance systems, 1990, 522–527 p., « Proceedings of the Ninth European Conference on Artificial Intelligence (ECAI'90) »
- R. Reiter et J. de Kleer, Foundations of assumption-based truth maintenance systems: Preliminary report, 1987, 183–188 p. (lire en ligne), « Proceedings of the Sixth National Conference on Artificial Intelligence (AAAI'87) »